# Eacles magnifica
Eacles magnifica är en fjärilsart som beskrevs av Walker 1855. Eacles magnifica ingår i släktet Eacles och familjen påfågelsspinnare. Inga underarter finns listade i Catalogue of Life.

## Bildgalleri

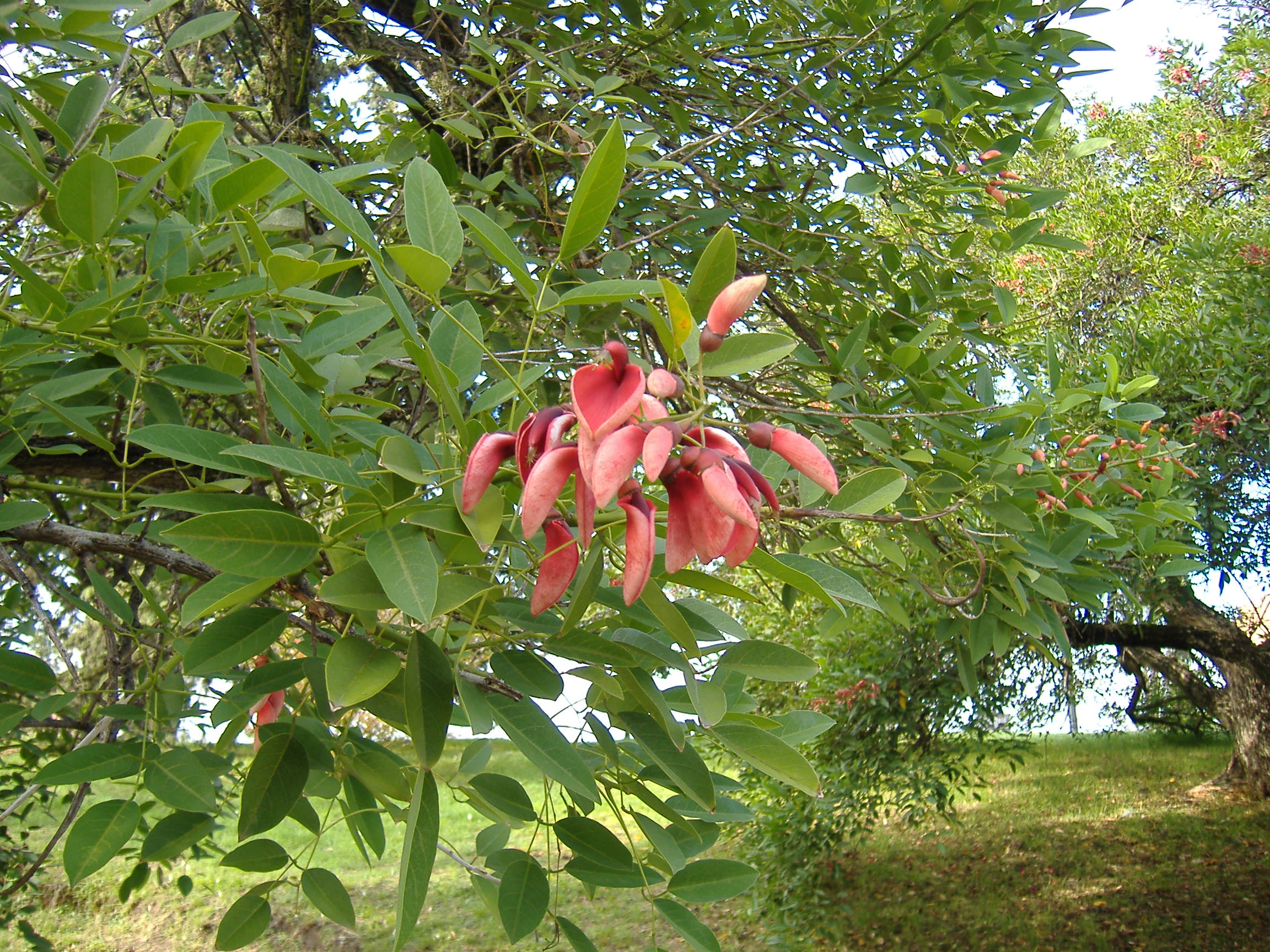